# Zija Dizdarević
Zija Dizdarević (18. února 1916 Vitina, okres Ljubuški, Bosna a Hercegovina – 1942 koncentrační tábor Jasenovac, Nezávislý stát Chorvatsko), vlastním jménem Zijah, byl bosenskohercegovský prozaik bosňáckého původu.

## Život
Narodil se do rodiny úředníka Šefkiji (?–30. května 1943), pocházejícího z hercegovské vsi Vitina, a Selimy Saliagić (?–8. května 1943), původem z Fojnice, kteří přivedli na svět syny Ziju (1916–1942), Rešada (1919–2011), Nijaze (1920–1989), Nusreta (1922–květen 1942), Hasana (1924–1945?), Raifa (1926), Faika (1929–2012) a tři dcery, Šaćiru (Šaću, ?–2017, vdanou Skorin), Mubu (*1934, vdanou Peleš) a Hatidžu (Điđu, *1936, vdanou Krnjević).
Ve Fojnici roku 1926 dokončil základní školu, v Sarajevu pak navštěvoval Šarí‘atské gymnázium (do 1930) a Učitelskou školu (do 1936). Roku 1937 se zapsal na Filozofickou fakultu Univerzity v Bělehradě, obory psychologie a pedagogika. V jugoslávské metropoli se mimo jiné spřátelil s Brankem Ćopićem, budoucím úspěšným spisovatelem. Již v mladickém věku inklinoval k levicově smýšlející mládeži, roku 1937 se přidal k žákovským protestům v sarajevské Státní technické škole a Gazi-Husrev-begově medrese, po německé agresi na Jugoslávii v dubnu 1941 se připojil ke komunistickým partyzánům a pracoval v ilegalitě. Krátce před odchodem na osvobozené partyzánské území byl ale zatčen a převezen do koncentračního tábora Jasenovac, kde byl zavražděn.
Spolupracoval s mnohými jugoslávskými periodiky, mezi nimiž nechybí Politika, Mlada kultura, Pregled, Zora a Odjek. Jeho práce vyšly v knižní podobě až posthumně. Na popularizaci díla Ziji Dizdareviće po druhé světové válce měla podstatný vliv skutečnost, že se hlásil ke komunistickému hnutí, a současně politická angažovanost jeho sourozenců za nového režimu; v řadách partyzánů padli jeho bratři Nusret a Hasan, Rešad se věnoval politice, Nijaz a Raif diplomacii a Faik žurnalistice.

## Dílo
- Pripovijetke (Povídky, Sarajevo 1948), výbor povídek
- Prosanjane jeseni (Prosněné podzimy, Sarajevo 1959), výbor povídek
- Sabrana djela (Sebrané spisy, Sarajevo 1968), sebrané spisy
- Pripovijetke (Povídky, ed. Iso Kalač, Sarajevo 1983), výbor povídek
- Blago u duvaru (Poklad ve stěně, ed. Aleksandar Ljiljak a Željko Gaković, Sarajevo 1983), výbor povídek
- Prosanjane jeseni (Prosněné podzimy, ed. Enes Duraković, Sarajevo 1991), sebrané povídky
- Prosanjane jeseni (Prosněné podzimy, ed. Alija Hasagić Dubočanin, Sarajevo 1997, 1999), výbor povídek
- Prosanjane jeseni (Prosněné podzimy, ed. Sead Trhulj, Sarajevo 1999), výbor povídek